# 黄家营社区村
黄家营社区村，位于河北省定州市东亭镇的一個行政村，西距市区15公里。人口786人（2009年），邮编073006。黄家营村原属东庞村乡，1994年随东庞村乡并入东亭镇。现已改称为黄家营社区。

## 荣誉
2005年，被国家农业部授予全国50个“生态家园先进村”之一。
2005年，被河北省政府授予“生态家园富民工程先进村”。

## 村史资料
黄家营位于东庞村公社西偏南1公里，为黄家营大队驻地。地势平坦，耕地面积944亩，为草甸褐土和潮土两类土壤。全村共620人，均为汉族，以农为主。主产小麦、玉米、谷子、棉花。该村在明代永乐年间，始有黄氏奉诏从山西洪洞县老鸦窝迁来定居。故以姓氏得名黄家营。

## 企业
- 定州市黄家葡萄酒庄有限公司